# Франсуа Анрі Рене Аллен-Тарже
Франсуа Анрі Рене Аллен-Тарже (фр. François Henri René Allain-Targé; 1832—1902) — французький політик.

## Біографія
Народився у місті Анже 7 травня 1832 року.
Аллен-Тарже вивчав юриспруденцію в Пуатьє, з 1853 року працював адвокатом в Анже і отримав там місце імператорського прокурора, що виправляє посаду.
У 1864 році він вирушив до Парижа, прийняв на себе редакцію «Avenir national» і разом з Еженом Анрі Бріссоном і Шаллмель-Лакур став одним із засновників «Revue politique», яка була закрита після кількох місяців існування.
Після вересневої революції 1870 він став префектом департаменту Мен і Луара, потім — комісаром армії, а потім — префектом Жирони. Сходячи з Леоном Мішелем Гамбеттою у принципі захисту à outrance, він вийшов у відставку, коли вибори 8 лютого 1871 дали перевагу консерваторам. Обраний 23 липня членом Національних зборів Франції, він був одним із найщиріших і найвірніших прихильників Гамбетти і, подібно до нього, належав до фракції «Union républicaine».
В 1871 він сприяв установі «Republique française» — газети, що проводила політику Гамбетти. Коли останній 14 листопада 1881 став прем'єр-міністром Франції, він доручив Аллену-Тарже портфель міністра фінансів.
Після відставки Гамбетти (26 січня 1882) вийшов у відставку. Незабаром Аллен-Тарже увійшов до міністерства Бріссона, де був міністром внутрішніх справ (з 6 квітня 1885 по 7 січня 1886).